# Estońska Akademia Muzyki i Teatru
Estońska Akademia Muzyki i Teatru (est. Eesti Muusika- ja Teatriakadeemia) – państwowa artystyczna szkoła wyższa, zlokalizowana w Tallinnie.
Idea założenia w Estonii uczelni muzycznej związana była z dążeniami niepodległościowymi, w czasie I wojny światowej. Ceremonia otwarcia Wyższej Tallińskiej Szkoły Muzycznej (Tallinna Kõrgem Muusikakool) odbyła się 28 września 1919, do roku 1923 uczelnią kierował Mihkel Lüdig. W 1923 roku zmieniono nazwę na Konserwatorium Tallińskie (Tallinna Konservatoorium), jej kadrę zasiliła grupa profesorów, pochodzących głównie z Konserwatorium Petersburskiego.  
W 1935 roku szkoła została znacjonalizowana. Powstanie Estońskiej Socjalistycznej Republiki Radzieckiej spowodowało kolejne zmiany organizacyjne i programowe – wycofano z programu studiów specjalizację z zakresu muzyki kościelnej, a do edukacji wprowadzono liczne elementy polityczne. Podczas niemieckiej okupacji Estonii, uczelnia, kierowana przez Juhana Aavika, próbowała wrócić do poprzedniego modelu funkcjonowania. Jej funkcjonowanie przerwały działania wojenne. 9 marca 1944, podczas nalotu na Talinn, budynek Konserwatorium oraz znaczna część jego wyposażenia została zniszczona. 
Działalność wznowiono w listopadzie 1944, już w Związku Radzieckim. W 1950 roku po plenum Komunistycznej Partii Estonii doszło do czystki, która miała również znaczny wpływ na funkcjonowanie Konserwatorium. Wielu wykładowców zostało zmuszonych do odejścia a trzech (Alfred Karindi, Riho Päts, Tuudur Vettik) zostało aresztowanych i zesłanych do obozów pracy. Część wykładowców mogła powrócić na uczelnię w połowie lat 50. XX wieku. 
W 1957 powstał Wydział Dramatyczny, na jego czele stanął aktor Voldemar Panso. W 1970 przywrócono funkcjonowanie klasy organowej, zamkniętej w 1950. 
W 1993 roku konserwatorium przyjęło nazwę Estońska Akademia Muzyczna (Eesti Muusikaakadeemia), a w 2007 Estońska Akademia Muzyki i Teatru (Eesti Muusika- ja Teatriakadeemia).

## Źródła
- Historia na stronie uczelni